# Tantō
Tantō (jap. 短刀; krótki miecz, sztylet, puginał) – długi japoński nóż z jedno- lub obosieczną głownią, o długości od 15 do 30 centymetrów. 

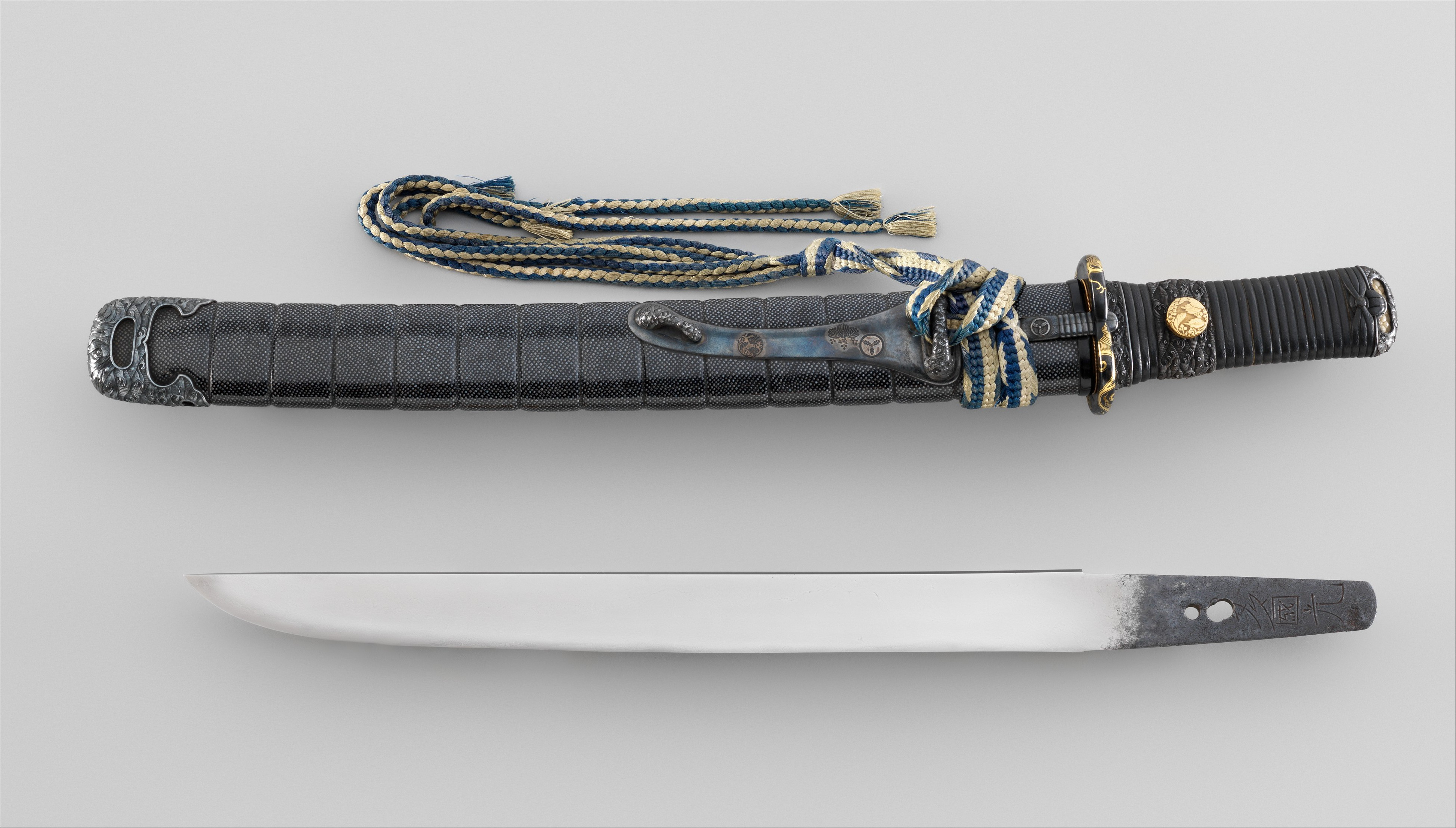
Tantō

Różne rodzaje głowni: jedno- i obosiecznych

Głownia tantō była przeznaczona przede wszystkim do pchnięć, lecz można nią było także z powodzeniem ciąć. W zależności od rodzaju nóż ten mógł być noszony jako shōtō w zestawie dwóch mieczy daishō, zastępując wakizashi lub też jako samodzielny oręż, często ukrywany w fałdach obszernych szat zarówno przez mężczyzn, jak i kobiety. 
Istniało wiele rodzajów tej broni: niewielkich noży używanych do obrony (także przez kobiety, często tzw. „broń ostatniej szansy”), noży do rytualnego samobójstwa (seppuku) oraz ciężkich odmian służących do przebijania zbroi (ō-yoroi), zwanych yoroi-dōshi.

## Warianty
Ze względu na różnorodność zastosowanych opraw (koshirae), tantō można z grubsza podzielić na następujące rodzaje:
- aikuchi − rodzaj tantō pozbawiony tsuby (jelec), fuchi (kołnierz rękojeści) stykał się w nim bezpośrednio z koiguchi (wejściem pochwy);
- hamidashi − tantō z niewielką tsubą;
- kaiken (także dawna forma zapisu: kwaiken) − krótki tantō noszony w oprawie aikuchi lub shira-saya. Używany był przez kobiety do samoobrony lub do odebrania sobie przez nie życia, ale także do walki w wąskiej przestrzeni.